# Henk van Rooy
Henk van Rooy ('s-Hertogenbosch, 10 de enero de 1948-Vught, 19 de noviembre de 2024) fue un futbolista de los Países Bajos que jugó en la posición de delantero centro.

## Equipos
| Periodo   | Club                       |
| --------- | -------------------------- |
| 1965-1967 | RKVV Wilhelmina            |
| 1967-1969 | FC Den Bosch               |
| 1969–1971 | VV DESK                    |
| 1971–1973 | Roda JC                    |
| 1973–1975 | NAC Breda                  |
| 1975–1980 | Willem II                  |
| 1975–1976 | → Heracles Almelo (cedido) |
| 1980–1982 | KV Mechelen                |

## Muerte
Van Rooy murió en el Centro de Cuido de Boswijk en Vught el 19 de noviembre de 2024 por la enfermedad de Alzheimer a los 76 años. El Willem II Tilburg concedió un minuto de silencio en su partido después de su muerte.

## Logros
- Eerste Divisie (1): 1972/73